# Euthyplatystoma rigidum
Euthyplatystoma rigidum är en tvåvingeart som först beskrevs av Walker 1856.  Euthyplatystoma rigidum ingår i släktet Euthyplatystoma och familjen bredmunsflugor. Inga underarter finns listade i Catalogue of Life.